# Нова Крупка
Нова Крупка (біл. вёска Новая Крупка) — село в складі Крупського району Мінської області, Білорусь. Село підпорядковане Крупській сільській раді, розташоване в східній частині області.